# ギヨーム・ド・リュクサンブール
ギヨーム・ジャン・ジョゼフ・マリー・ド・ナッソー（仏: Guillaume Jean Joseph Marie de Nassau, 1981年11月11日 - ）は、ルクセンブルクの摂政。大公アンリの長子で、2000年よりルクセンブルク大公の継承順位第1位で法定推定相続人の地位にあり、大公世子の称号を有する。2024年10月8日に摂政に任命され、2025年10月3日に大公に即位する予定。

## 人物・来歴
ルクセンブルクのアンリ大公と、そのキューバ生まれの妻マリア・テレサ大公妃の長男として、ルクセンブルクのベッツドルフ（Betzdorf）で生まれた。弟妹にはフェリックス大公子、ルイ大公子、アレクサンドラ大公女、セバスティアン大公子の4人がいる。
洗礼の代父母は父の姉のマリー・アストリッド大公妃（オーストリア大公カール・クリスティアン妃） (en) 、および父の弟で同名のギヨーム大公子 (en) が務めた。自身は末弟セバスチャン大公子や従弟のポール・ルイ公子、はとこのエマニュエル王子（ベルギーのフィリップ国王の次男）、アリアーネ王女（オランダのウィレム＝アレクサンダー国王の三女）、甥のノア公子などの代父を務めた。
ルクセンブルクのロベール・シューマン高等中学校、スイスの寄宿学校であるボー・ソレイユ校（Collège Alpin International Beau Soleil）およびル・ロゼ校などを経て、イギリスのサンドハースト王立陸軍士官学校に入学した。そしてそのままイギリスのダーラム大学とブルネル大学で学び、ブルネル大学で国際政治学の学位を取得した。その後、フランスのアンジェ大学に籍を置いて文学と政治学を学び、2009年に同大学を優等で卒業した。
父が2000年に即位すると同時にルクセンブルク大公位の法定推定相続人となった。もしギヨームが予定通り大公位を継承した場合には、「ギヨーム5世（Guillaume V）」を名乗ることになる。大公世子として、ルクセンブルク経済発展会議および障害者のための慈善組織であるクライツベルク基金の名誉総裁を務めている。
ピアノ演奏のほか、サッカー、水泳、バレーボールなどのスポーツを趣味としている。母国語 ルクセンブルク語の他、フランス語、ドイツ語、スペイン語、英語も使いこなし、両親とともに積極的に外交活動に参加している。
2012年4月26日、ベルギー貴族のステファニー・ド・ラノワ伯爵令嬢との婚約が発表され、同年10月20日にノートルダム大聖堂で結婚式が挙行された。
2020年5月10日、ギヨーム大公世子とステファニー大公世子妃の第1子の長男が誕生、「シャルル・ジャン・フィリップ・ジョゼフ・マリー・ギヨーム」と命名された。2023年3月27日には第2子次男が生まれ「フランソワ・アンリ・ルイ・マリー・ギヨーム」と名付けられた。
2024年10月8日にアンリ大公より権限委譲の一環として摂政に任命され、議会で宣誓し摂政に就任した。大公世子時代に摂政に任命されたのはアンリ大公と同じであり、いずれは譲位されるものと見做された。摂政の権限として、大使の任命や大公令の発出、条約の署名が付与される。12月24日にアンリ大公が2025年10月3日に退位し、ギヨームに譲位することを表明した。